# 斯波詮国
斯波 詮国（しば あきくに）は、安土桃山時代から江戸時代初期の武将。
父詮森が病死した後、仙台、盛岡、秋田を転々としていたが21歳の時に大坂の陣があるのを聞きつけ、秋田から家来30人を連れて本多正信配下として参戦しようとしたが、伏見に到着したところで大坂城が落城して参加出来なかった。このために落胆して、代々縁ある高野山遍明院に出家した。
3年後に高野山を出て、竹岡徳右衛門を頼って京都西六条に住み着き、そこで病死した。